# Olav Bergene
Olavn "Ravn" Bergene (ur. 5 marca 1975 roku) – norweski wokalista, muzyk i producent muzyczny. Znany głównie z występów w black metalowej grupie 1349. Jego pierwszym zespołem był Hofdingi Myrkra. Następnie współpracował z Alvheim.

## Dyskografia
- Nocturnal Breed - The Tools of the Trade (2000, gościnnie)[3]
- Celtic Frost - Monotheist (2006, gościnnie)[4]
- NunFuckRitual - In Bondage to the Serpent (2011, gościnnie)[5]